# Takako
De takako (Sechium tacaco, basioniem Polakowskia tacaco Pittier) is een plant uit de komkommerfamilie (Cucurbitaceae). Het is een nauw aan de chayote (Sechium edule) verwante plantensoort, die soortgelijke maar kleinere vruchten draagt. De plant komt oorspronkelijk uit Midden-Amerika en wordt daar ook voor zijn vruchten gekweekt.
De vruchten zijn afgevlakte, tot 7 × 4,5 × 3,5 cm grote bessen die in omtrek breed-spilvormig zijn en vijf diepe, nauwe lengtegroeven hebben. Aan de basis zijn de vruchten bezet met grote, puntige wratten. De schil is dun, donker-bruingroen, en bespikkeld met vele kleine, kommavormige, wittige wratjes. Het vruchtvlees is stevig, sappig en groenig-wit van kleur. De smaak en de geur lijken op die van de komkommer. De vrucht bevat één plat, breed-spilvormig, tot 4 × 2,5 × 0,6 cm groot zaad. De zaden kunnen al ontkiemen in de vrucht als deze nog aan de plant zit, wat wordt aangeduid met viviparie.
De onrijpe vruchten kunnen gekookt als groente in soepen verwerkt worden en bij vlees worden geserveerd.